# Каузов, Сергей Данилович
Сергей Данилович Каузов(род. 25 июля 1941 года, Москва) — советский, российский и британский бизнесмен, сотрудник «Совфрахта», бывший муж Кристины Онассис.

## Биография
Сергей Каузов родился 25 июля 1941 года в Москве. Его мать, Мария Сергеевна, работала на «Мосфильме».
В 1976 году Сергей Каузов работал во внешнеторговом объединении «Совфрахт», которое в это время заключало коммерческую сделку с Кристиной Онассис. Сергей Каузов на тот момент был женат и воспитывал девятилетнюю дочь, а Кристина Онассис к тому времени была уже дважды замужем.
В том же 1976 году Кристина Онассис прибыла в Москву для заключения контракта по перевозке зерна компании «Olympic Maritime» с Министерством морского флота СССР, где она и познакомилась с Сергеем Каузовым.
После их знакомства Сергея назначили начальником отделения Совфрахта во Франции, где продолжились их отношения, против которых были, как семья Онассис, так и совет директоров «Olympic Maritime», но заключения брака хотела сама Кристина, и в итоге всё закончилось свадьбой, которая состоялась в Москве 1 августа 1978 года. В медовый месяц они отправились на Байкал.
Прожив вместе менее двух лет, Сергей Каузов и Кристина Онассис в 1980 году развелись. После развода Сергею Каузову было оставлено 2 танкера и апартаменты в Лондоне.
Сергей Каузов стал жить в Великобритании, женился на Элисон Харкнесс, англичанке. У него родилась дочь, но с Элисон Харкнесс он развёлся.
В настоящее время живёт в Швейцарии.